# Low Winter Sun (Fernsehserie)
Low Winter Sun ist eine US-amerikanische Fernsehserie, die auf der gleichnamigen britischen Miniserie des Senders Channel 4 basiert. In den Hauptrollen sind Mark Strong und Lennie James zu sehen. Die Serie feierte am 11. August 2013 auf AMC Premiere.

## Handlung
Frank Agnew und Joe Geddes, zwei Polizisten in der Stadt Detroit, ermorden zusammen einen korrupten Kollegen. Die beiden halten ihre Tat für das perfekte Verbrechen. Allerdings wird durch diese auch ein Prozess in Gang gesetzt, der ihr Leben für immer verändert.

## Besetzung und Synchronisation
Die deutsche Synchronisation der Serie entstand durch Antares Film in Berlin, unter der Regie von Erik Paulsen.

### Hauptbesetzung

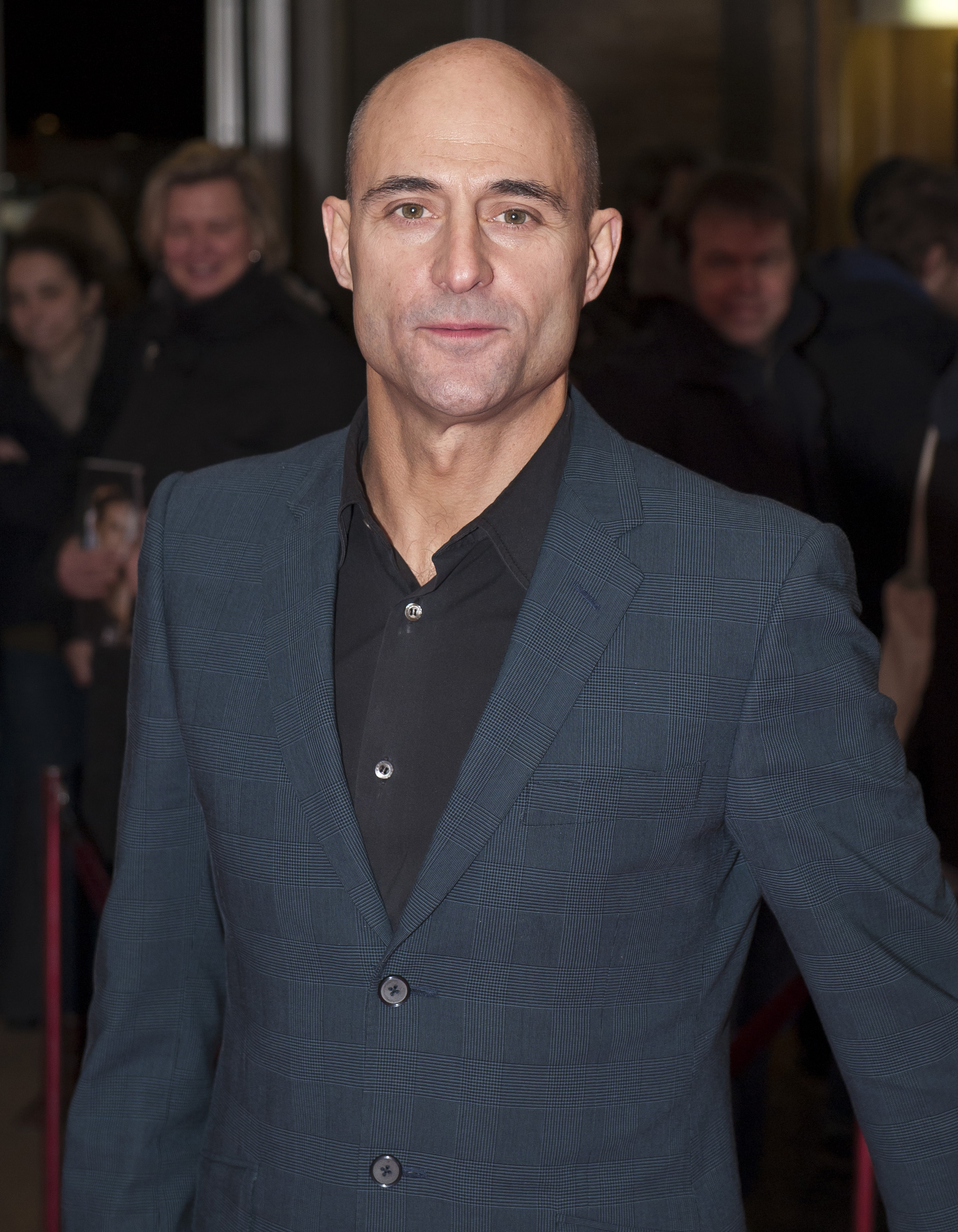
Mark Strong spielt Frank Agnew
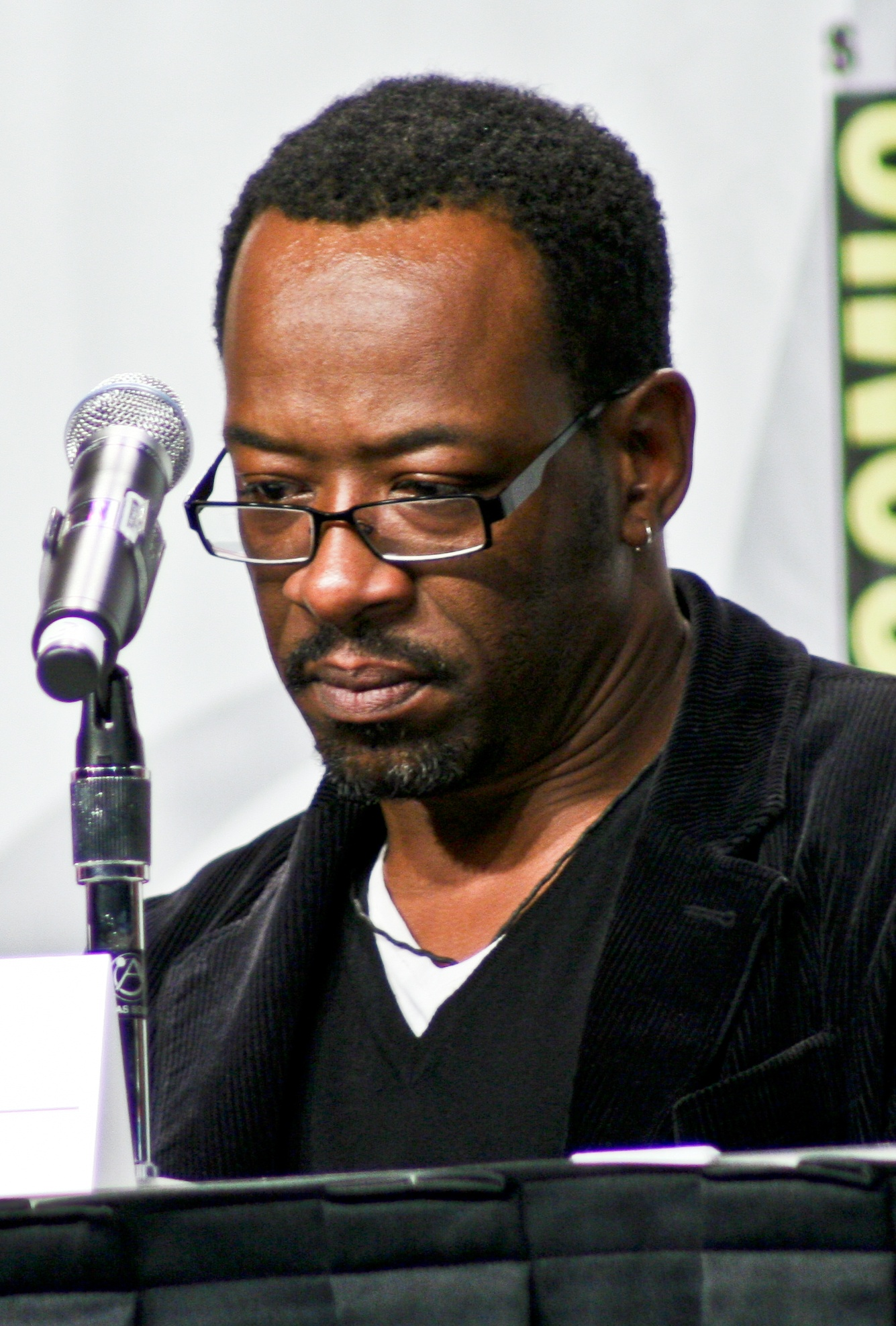
Lennie James spielt Joe Geddes
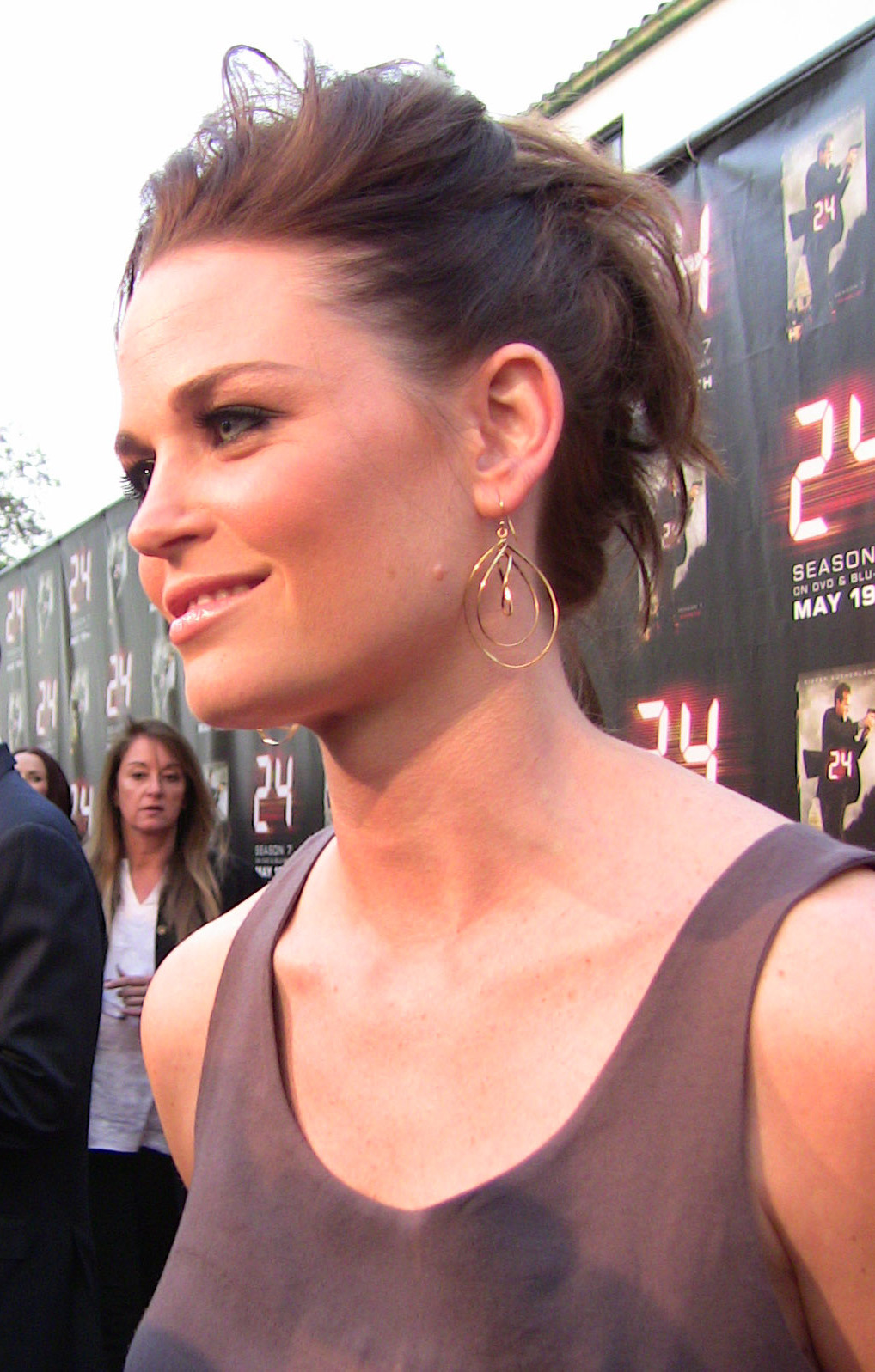
Sprague Grayden spielt Maya Callis
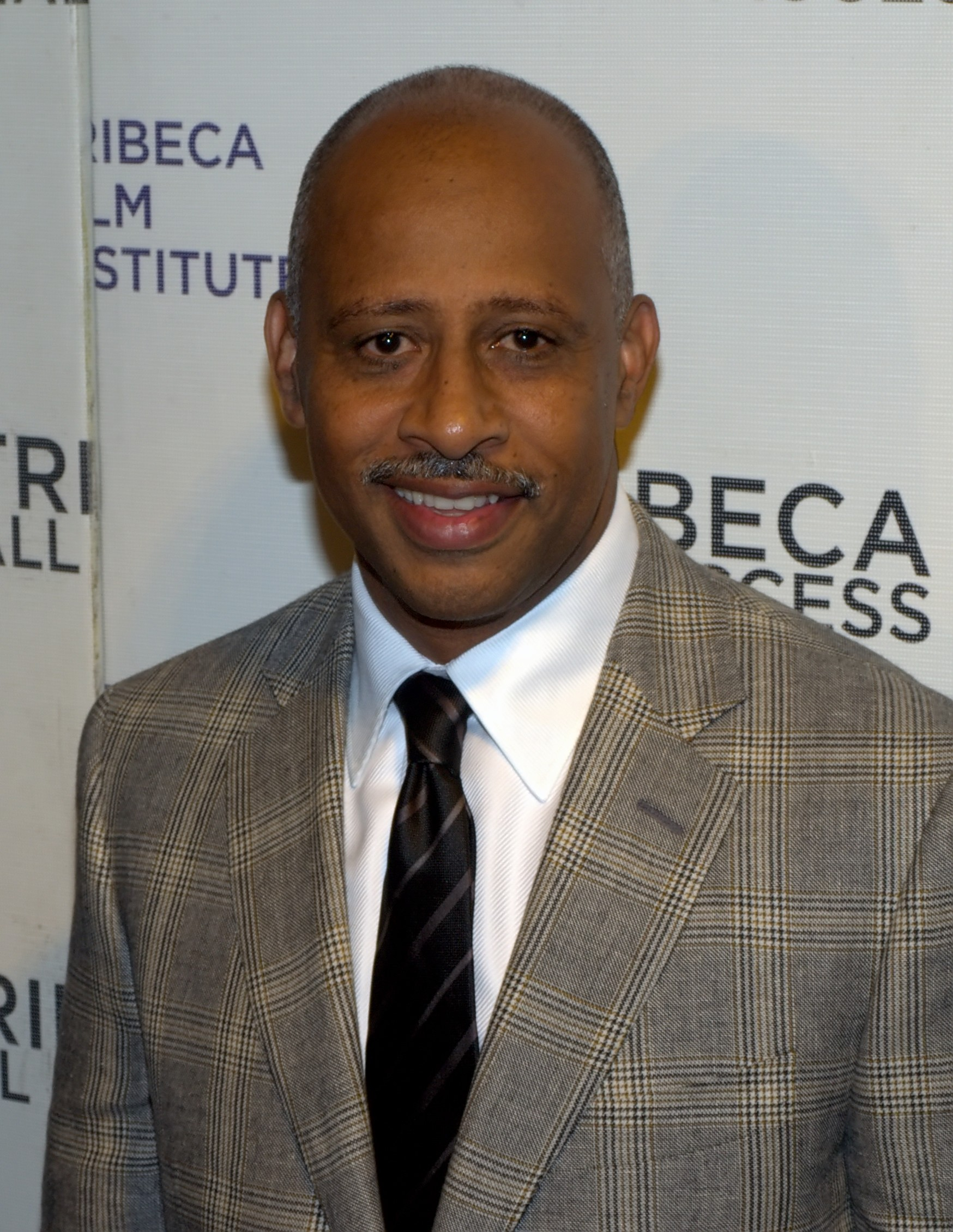
Ruben Santiago-Hudson spielt Charles Dawson

| Schauspieler          | Rollenname     | Synchronsprecher |
| --------------------- | -------------- | ---------------- |
| Mark Strong           | Frank Agnew    | Ingo Albrecht    |
| Lennie James          | Joe Geddes     | Tim Moeseritz    |
| James Ransone         | Damon Callis   | Julien Haggége   |
| Sprague Grayden       | Maya Callis    | Julia Horvath    |
| Athena Karkanis       | Dani Kahlil    | Damineh Hojat    |
| Ruben Santiago-Hudson | Charles Dawson | Erich Räuker     |
| David Costabile       | Simon Boyd     | Uwe Büschken     |
| Billy Lush            | Nick Paflas    | Julius Jellinek  |

### Nebenbesetzung
| Schauspieler      | Rollenname         |
| ----------------- | ------------------ |
| Alon Moni Abutbul | Alexander Skelos   |
| Erika Alexander   | Louise „LC“ Cullen |
| Ron Cephas Jones  | Reverend Lowdown   |
| Trevor Long       | Sean Foster        |
| Michael McGrady   | Brendan McCann     |

## Produktion und Ausstrahlung
Vereinigte Staaten
Im Oktober 2011 begann AMC mit der Entwicklung der Serie. Die Pilotfolge zur Serie orderte der Sender im Mai 2012. Chris Mundy wurde als Showrunner und Executive Producer verpflichtet, sowie Ernest Dickerson als Regisseur. Wie im britischen Original wurden die Rolle des Frank Agnew mit Mark Strong und die Rolle des Damon Callis mit James Ransone besetzt. Nach diesen Verpflichtungen im Juli 2012 wurden im August Ruben Santiago-Hudson, Athena Karkanis und Lennie James verpflichtet, genauso wie Sprague Grayden und David Costabile. Im September 2012 wurde Erika Alexander für eine wiederkehrende Rolle gecastet. Im selben Monat wurde mit den Dreharbeiten zur Pilotfolge in Detroit begonnen. Im Dezember bestellte AMC neun weitere Folgen der Serie, welche im Frühjahr 2013 gedreht wurden.
Die Ausstrahlung der Serie begann am 11. August 2013 im Anschluss an eine Episode von Breaking Bad. Die Folge wurde von 2,51 Mio. Zuschauern gesehen. Die Einschaltquoten der Serie sanken von Woche zu Woche, sodass das erste Staffelfinale, das am 6. Oktober 2013 ausgestrahlt wurde, lediglich von 0,63 Mio. Zuschauern gesehen wurde. Im Dezember 2013 wurde bekannt, dass der Sender AMC die Serie nach der ersten Staffel eingestellt hat.
Deutschsprachiger Raum
Im deutschsprachigen Raum erfolgte die Erstausstrahlung der Serie durch den Bezahlfernsehsender FOX vom 16. Januar bis zum 20. März 2014. Im Free-TV zeigte ZDFneo die Serie vom 4. Februar bis zum 13. April 2015 jeweils kurz nach Mitternacht.

## Episodenliste
| Nr. | Deutscher Titel           | Originaltitel      | Erstausstrahlung USA | Deutschsprachige Erstausstrahlung (D) | Regie               | Drehbuch                               | Zuschauer (USA) |
| --- | ------------------------- | ------------------ | -------------------- | ------------------------------------- | ------------------- | -------------------------------------- | --------------- |
| 1   | 24 lange Stunden          | Pilot              | 11. Aug. 2013        | 16. Jan. 2014                         | Ernest Dickerson    | Chris Mundy                            | 2,51 Mio.       |
| 2   | Niemandsland              | The Goat Rodeo     | 18. Aug. 2013        | 23. Jan. 2014                         | Ernest Dickerson    | Chris Mundy                            | 1,47 Mio.       |
| 3   | Tote Seelen               | No Rounds          | 25. Aug. 2013        | 30. Jan. 2014                         | Andrew Bernstein    | Dave Erickson                          | 1,23 Mio.       |
| 4   | Grüne Augen               | Catacombs          | 1. Sep. 2013         | 6. Feb. 2014                          | Rosemary Rodriguez  | Brett C. Leonard                       | 1,18 Mio.       |
| 5   | Tod auf Rädern            | Cake on the Way    | 8. Sep. 2013         | 13. Feb. 2014                         | Sam Miller          | Damione Macedon & Raphael Jackson, Jr. | 1,06 Mio.       |
| 6   | Mein Name ist nicht Katia | The Way Things Are | 15. Sep. 2013        | 20. Feb. 2014                         | Stefan Schwartz     | Ryan Farley                            | 1,05 Mio.       |
| 7   | Pakt mit dem Teufel       | There Was a Girl   | 22. Sep. 2013        | 27. Feb. 2014                         | Catherine Hardwicke | Melanie Marnich                        | 1,33 Mio.       |
| 8   | Ein neues Leben           | Revelations        | 29. Sep. 2013        | 6. März 2014                          | Adam Davidson       | Dave Erickson                          | 0,87 Mio.       |
| 9   | Du bist der Tod           | Ann Arbor          | 6. Okt. 2013         | 13. März 2014                         | Anthony Hemingway   | Rolin Jones                            | 0,63 Mio.       |
| 10  | Wahrheit ist Wahrheit     | Surrender          | 6. Okt. 2013         | 20. März 2014                         | Sam Miller          | Chris Mundy                            | 0,63 Mio.       |

## Rezeption
Bei Metacritic wurde die Serie mit einem Metascore von 59/100 basierend auf 27 Rezensionen bewertet.